# Lepisorus lineariformis
Lepisorus lineariformis är en stensöteväxtart som beskrevs av Ren-Chang Ching och S. K. Wu. Lepisorus lineariformis ingår i släktet Lepisorus och familjen Polypodiaceae. Inga underarter finns listade.